# 杜比夫齐 (伊万诺-弗兰科夫斯克州)
49°4′53″N 24°46′25″E / 49.08139°N 24.77361°E
杜比夫齊（羅馬化：Dubivtsi）是烏克蘭西部伊萬諾-弗蘭科夫斯克州伊萬諾-弗蘭科夫斯克區杜比夫齊市鎮的村莊。該村始建於1419年，面積40.5平方公里，2001年人口2,059，人口密度每平方公里50.8人。